# Germanocartus heydeni
Germanocartus heydeni là một loài bọ cánh cứng trong họ Rhynchitidae. Loài này được Schlechtendal miêu tả khoa học năm 1894.